# 方向統計学
方向統計学（ほうこうとうけいがく、英: directional statistics）は統計学の区分のひとつで、方向（Rn上の単位ベクトル）、軸（原点を通るRn上の線）、Rn上の回転を扱う。
より一般的には、方向統計学はコンパクトなリーマン多様体の性質を扱う。
角度において、0度と360度は等価であり、すなわちたとえば180度は2度と358度の平均とはいえない。
このことから、ある種のデータ（この例では角度）の解析に関して特殊な統計手法が求められるということがうかがえる。
方向とみなされるデータとしては、他に曜日、月、方位、分子の二面角などが挙げられる。

## 円分布
あらゆる確率密度関数 {\displaystyle p(x)} は、単位円の円周を「包む」ようにすることができる。
その場合の変数
{\displaystyle \theta =x_{w}=x\mod 2\pi \ \ \in (-\pi ,\pi ]}
の確率密度関数は
{\displaystyle p_{w}(\theta )=\sum _{k=-\infty }^{\infty }{p(\theta +2\pi k)}.}
のようになる。
この考え方は、和を多重和に変えることで、多変数の場合にも拡張することができる。
{\displaystyle p_{w}({\vec {\theta }})=\sum _{k_{1}=-\infty }^{\infty }\cdots \sum _{k_{F}=-\infty }^{\infty }{p({\vec {\theta }}+2\pi k_{1}\mathbf {e} _{1}+\dots +2\pi k_{F}\mathbf {e} _{F})}}
ここで、{\displaystyle \mathbf {e} _{k}=(0,\dots ,0,1,0,\dots ,0)^{\mathsf {T}}} はユークリッド空間における{\displaystyle k}番めの基底ベクトルである。